# Campeonato Paulista 2022
El Campeonato Paulista de Fútbol 2022 fue la 121.ª edición del principal campeonato de clubes de fútbol del estado de São Paulo (Brasil). El torneo fue organizado por la Federación Paulista de Fútbol (FPF) y se extendió desde el 23 de enero de 2022 hasta el 3 de abril del mismo año. Concede tres cupos para la Copa de Brasil 2023 y tres cupos para el Campeonato Brasileño de Serie D para clubes no pertenecientes a la Serie A, Serie B o Serie C del Brasileirão.
Palmeiras se enfrentó en la final a uno de sus máximos rivales, São Paulo, perdiendo el partido de ida 1-3, sin embargo, tras ganar el partido de vuelta por 4-0, logró ganar su título Paulista número 24.

## Sistema de juego
Los 16 clubes serán divididos en cuatro grupos con cuatro equipos cada uno. Los equipos de un grupo se enfrentan a los clubes de los otros grupos. En total, cada equipo participante disputa 12 partidos en la primera fase. Los dos primeros clasificados de cada grupo avanzan a cuartos de final, que se disputan en partido único en casa del club con mejor campaña de la primera fase. Las semifinales también son disputadas a partido único. La final se juega a partidos de ida y vuelta, sin tener en cuenta el gol en condición de visitante.
Los tres primeros del campeonato clasificarán para la Copa de Brasil 2023. Para esta edición, descenderán dos equipos y ascenderán otros dos para la edición del 2023. Los descendidos resultarán de la tabla general que reúne a todos los equipos.

## Equipos participantes

### Ascensos y descensos
| Pos. | Descendidos en la temporada 2021 |
| ---- | -------------------------------- |
| 15.º | São Bento                        |
| 16.º | São Caetano                      |

| Pos. | Ascendidos de la Serie A2 |
| ---- | ------------------------- |
| 1.º  | São Bernardo FC           |
| 2.º  | Água Santa                |

### Información de los equipos
| Equipo              | Ciudad                | Estadio                   | Capacidad | Posición 2021  |
| ------------------- | --------------------- | ------------------------- | --------- | -------------- |
| Água Santa          | Diadema               | Distrital do Inamar       | 10 000    | 2.° (Serie A2) |
| Botafogo F. C.      | Ribeirão Preto        | Santa Cruz                | 29 292    | 14.º           |
| Corinthians         | São Paulo             | Neo Química Arena         | 48 000    | 3.º            |
| Ferroviária         | Araraquara            | Arena da Fonte Luminosa   | 20 950    | 6.º            |
| Guarani             | Campinas              | Brinco de Ouro            | 35 000    | 8.°            |
| A. A. Internacional | Limeira               | Major José Levy Sobrinho  | 18 000    | 7.°            |
| Ituano              | Itu                   | Novelli Júnior            | 18 560    | 10.°           |
| Mirassol            | Mirassol              | José María de Campos Maia | 15 000    | 4.º            |
| Novorizontino       | Novo Horizonte        | Jorge Ismael de Biasi     | 16 000    | 9.º            |
| Palmeiras           | São Paulo             | Allianz Parque            | 40 199    | 2.°            |
| Ponte Preta         | Campinas              | Moisés Lucarelli          | 19 728    | 11.º           |
| Red Bull Bragantino | Bragança Paulista     | Nabi Abi Chedid           | 17 022    | 5.º            |
| Santos              | Santos                | Vila Belmiro              | 16 798    | 12.º           |
| Santo André         | Santo André           | Bruno José Daniel         | 12 000    | 13.º           |
| São Bernardo FC     | São Bernardo do Campo | Primeiro de Maio          | 15 759    | 1.° (Serie A2) |
| São Paulo           | São Paulo             | Morumbi                   | 72 039    | 1.º            |

## Primera fase

### Grupo A
| Pos. | Equipos          | PJ | PG | PE | PP | GF | GC | Dif. | Pts. | Clasificación |
| ---- | ---------------- | -- | -- | -- | -- | -- | -- | ---- | ---- | ------------- |
| 1.   | Corinthians      | 12 | 7  | 2  | 3  | 19 | 9  | +10  | 23   | Fase final    |
| 2.   | Guarani          | 12 | 4  | 2  | 6  | 12 | 17 | −5   | 14   | Fase final    |
| 3.   | Inter de Limeira | 12 | 3  | 5  | 4  | 14 | 16 | −2   | 14   |               |
| 4.   | Água Santa       | 12 | 3  | 2  | 7  | 11 | 15 | −4   | 11   |               |

### Grupo B
| Pos. | Equipos         | PJ | PG | PE | PP | GF | GC | Dif. | Pts. | Clasificación |
| ---- | --------------- | -- | -- | -- | -- | -- | -- | ---- | ---- | ------------- |
| 1.   | São Paulo       | 12 | 7  | 2  | 3  | 18 | 10 | +8   | 23   | Fase final    |
| 2.   | São Bernardo FC | 12 | 4  | 4  | 4  | 9  | 10 | −1   | 16   | Fase final    |
| 3.   | Ferroviária     | 12 | 3  | 5  | 4  | 15 | 17 | −2   | 14   |               |
| 4.   | Novorizontino   | 12 | 0  | 3  | 9  | 5  | 19 | −14  | 3    |               |

### Grupo C
| Pos. | Equipos     | PJ | PG | PE | PP | GF | GC | Dif. | Pts. | Clasificación |
| ---- | ----------- | -- | -- | -- | -- | -- | -- | ---- | ---- | ------------- |
| 1.   | Palmeiras   | 12 | 9  | 3  | 0  | 17 | 3  | +14  | 30   | Fase final    |
| 2.   | Ituano      | 12 | 5  | 4  | 3  | 19 | 12 | +7   | 19   | Fase final    |
| 3.   | Botafogo-SP | 12 | 5  | 3  | 4  | 10 | 12 | −2   | 18   |               |
| 4.   | Mirassol    | 12 | 4  | 5  | 3  | 17 | 17 | 0    | 17   |               |

### Grupo D
| Pos. | Equipos             | PJ | PG | PE | PP | GF | GC | Dif. | Pts. | Clasificación |
| ---- | ------------------- | -- | -- | -- | -- | -- | -- | ---- | ---- | ------------- |
| 1.   | Red Bull Bragantino | 12 | 6  | 2  | 4  | 19 | 13 | +6   | 20   | Fase final    |
| 2.   | Santo André         | 12 | 3  | 6  | 3  | 11 | 10 | +1   | 15   | Fase final    |
| 3.   | Santos              | 12 | 3  | 5  | 4  | 16 | 19 | −3   | 14   |               |
| 4.   | Ponte Preta         | 12 | 2  | 3  | 7  | 10 | 23 | −13  | 9    |               |

Reglas de clasificación: 1) Puntos; 2) Partidos ganados; 3) Diferencia de gol; 4) Goles anotados; 5) Menor cantidad de tarjetas rojas; 6) Menor cantidad de tarjetas amarillas; 7) Sorteo.

## Fixture
- La hora de cada encuentro corresponde al huso horario correspondiente al Estado de São Paulo (UTC-3).

| Botafogo-SP      | 0 - 0 | Santo André         | Santa Cruz               | 25 de enero | 19:00 |
| Corinthians      | 0 - 0 | Ferroviária         | Neo Química Arena        | 25 de enero | 21:00 |
| Água Santa       | 0 - 1 | São Bernardo FC     | Distrital do Inamar      | 26 de enero | 15:00 |
| Inter de Limeira | 0 - 0 | Santos              | Major José Levy Sobrinho | 26 de enero | 19:00 |
| Ituano           | 2 - 0 | Novorizontino       | Novelli Júnior           | 26 de enero | 19:00 |
| Palmeiras        | 3 - 0 | Ponte Preta         | Allianz Parque           | 26 de enero | 21:35 |
| Mirassol         | 3 - 1 | Red Bull Bragantino | Municipal de Mirassol    | 27 de enero | 20:00 |
| Guarani          | 2 - 1 | São Paulo           | Brinco de Ouro           | 27 de enero | 21:30 |

| Santos              | 0 - 1 | Botafogo-SP      | Vila Belmiro          | 29 de enero | 11:00 |
| São Bernardo FC     | 1 - 1 | Palmeiras        | Primeiro de Maio      | 29 de enero | 16:00 |
| Ferroviária         | 1 - 0 | Água Santa       | Fonte Luminosa        | 29 de enero | 18:30 |
| Ponte Preta         | 2 - 2 | Inter de Limeira | Moisés Lucarelli      | 29 de enero | 18:30 |
| São Paulo           | 0 - 0 | Ituano           | Morumbi               | 30 de enero | 16:00 |
| Santo André         | 0 - 1 | Corinthians      | Bruno José Daniel     | 30 de enero | 18:30 |
| Novorizontino       | 0 - 0 | Mirassol         | Jorge Ismael de Biasi | 30 de enero | 20:30 |
| Red Bull Bragantino | 1 - 0 | Guarani          | Nabi Abi Chedid       | 31 de enero | 20:00 |

| Palmeiras           | 1 - 0 | Água Santa       | Allianz Parque        | 1 de febrero | 19:00 |
| Botafogo-SP         | 1 - 1 | Ferroviária      | Santa Cruz            | 1 de febrero | 21:00 |
| Santo André         | 1 - 0 | São Bernardo FC  | Bruno José Daniel     | 2 de febrero | 19:00 |
| Ponte Preta         | 2 - 0 | Novorizontino    | Moisés Lucarelli      | 2 de febrero | 19:00 |
| Corinthians         | 1 - 2 | Santos           | Neo Química Arena     | 2 de febrero | 21:35 |
| Ituano              | 2 - 1 | Inter de Limeira | Novelli Júnior        | 3 de febrero | 19:00 |
| Mirassol            | 2 - 0 | Guarani          | Municipal de Mirassol | 3 de febrero | 19:00 |
| Red Bull Bragantino | 4 - 3 | São Paulo        | Nabi Abi Chedid       | 3 de febrero | 21:30 |

| São Bernardo FC  | 2 - 0 | Ponte Preta         | Primeiro de Maio         | 5 de febrero | 11:00 |
| Água Santa       | 1 - 0 | Novorizontino       | Distrital do Inamar      | 5 de febrero | 15:00 |
| Mirassol         | 2 - 2 | Santo André         | Municipal de Mirassol    | 6 de febrero | 11:00 |
| Guarani          | 1 - 1 | Santos              | Brinco de Ouro           | 6 de febrero | 16:00 |
| Ituano           | 2 - 3 | Corinthians         | Novelli Júnior           | 6 de febrero | 18:30 |
| Inter de Limeira | 3 - 0 | Botafogo-SP         | Major José Levy Sobrinho | 6 de febrero | 20:30 |
| Ferroviária      | 1 - 1 | Red Bull Bragantino | Fonte Luminosa           | 6 de febrero | 20:30 |
| São Paulo        | 0 - 1 | Palmeiras           | Morumbi                  | 10 de marzo  | 20:30 |

| Novorizontino       | 0 - 2 | Palmeiras        | Jorge Ismael de Biasi | 23 de enero   | 16:00 |
| Água Santa          | 2 - 2 | Ituano           | Distrital do Inamar   | 9 de febrero  | 15:00 |
| São Paulo           | 1 - 0 | Santo André      | Morumbi               | 9 de febrero  | 19:00 |
| Red Bull Bragantino | 4 - 1 | Inter de Limeira | Nabi Abi Chedid       | 9 de febrero  | 20:30 |
| Ferroviária         | 1 - 2 | Ponte Preta      | Fonte Luminosa        | 9 de febrero  | 21:30 |
| Guarani             | 0 - 2 | Botafogo-SP      | Brinco de Ouro        | 9 de febrero  | 21:30 |
| Santos              | 1 - 1 | São Bernardo FC  | Vila Belmiro          | 10 de febrero | 19:00 |
| Corinthians         | 2 - 1 | Mirassol         | Neo Química Arena     | 10 de febrero | 21:30 |

| Botafogo-SP      | 0 - 2 | Água Santa          | Santa Cruz               | 12 de febrero | 16:00 |
| Novorizontino    | 1 - 2 | Guarani             | Jorge Ismael de Biasi    | 12 de febrero | 16:00 |
| Santo André      | 2 - 2 | Ferroviária         | Bruno José Daniel        | 12 de febrero | 18:30 |
| Inter de Limeira | 2 - 2 | Mirassol            | Major José Levy Sobrinho | 13 de febrero | 11:00 |
| Santos           | 2 - 1 | Ituano              | Vila Belmiro             | 13 de febrero | 16:00 |
| Ponte Preta      | 1 - 2 | São Paulo           | Moisés Lucarelli         | 13 de febrero | 18:30 |
| São Bernardo FC  | 1 - 0 | Red Bull Bragantino | Primeiro de Maio         | 13 de febrero | 20:30 |
| Palmeiras        | 2 - 1 | Corinthians         | Allianz Parque           | 17 de marzo   | 20:30 |

| Santo André         | 0 - 0 | Novorizontino    | Bruno José Daniel     | 15 de febrero | 19:00 |
| Ferroviária         | 0 - 2 | Palmeiras        | Fonte Luminosa        | 16 de febrero | 19:00 |
| Ituano              | 3 - 0 | Guarani          | Novelli Júnior        | 16 de febrero | 19:00 |
| Ponte Preta         | 0 - 1 | Botafogo-SP      | Moisés Lucarelli      | 16 de febrero | 19:00 |
| Corinthians         | 3 - 0 | São Bernardo FC  | Neo Química Arena     | 16 de febrero | 21:30 |
| Mirassol            | 3 - 2 | Santos           | Municipal de Mirassol | 17 de febrero | 19:00 |
| Red Bull Bragantino | 2 - 0 | Água Santa       | Nabi Abi Chedid       | 17 de febrero | 19:00 |
| São Paulo           | 0 - 0 | Inter de Limeira | Morumbi               | 17 de febrero | 21:30 |

| Palmeiras        | 1 - 0 | Santo André         | Allianz Parque           | 19 de febrero | 16:00 |
| Botafogo-SP      | 1 - 1 | Corinthians         | Santa Cruz               | 19 de febrero | 18:30 |
| Guarani          | 3 - 0 | Ponte Preta         | Brinco de Ouro           | 19 de febrero | 20:30 |
| São Bernardo FC  | 1 - 0 | Ituano              | Primeiro de Maio         | 19 de febrero | 20:30 |
| Água Santa       | 1 - 2 | Mirassol            | Distrital do Inamar      | 20 de febrero | 11:00 |
| Santos           | 0 - 3 | São Paulo           | Vila Belmiro             | 20 de febrero | 18:30 |
| Inter de Limeira | 1 - 2 | Ferroviária         | Major José Levy Sobrinho | 20 de febrero | 20:30 |
| Novorizontino    | 0 - 3 | Red Bull Bragantino | Jorge Ismael de Biasi    | 20 de febrero | 20:30 |

| Mirassol         | 1 - 1 | Ponte Preta         | Municipal de Mirassol    | 26 de febrero | 18:30 |
| Guarani          | 2 - 3 | Santo André         | Brinco de Ouro           | 26 de febrero | 20:30 |
| Ituano           | 3 - 1 | Ferroviária         | Novelli Júnior           | 26 de febrero | 20:30 |
| Corinthians      | 1 - 0 | Red Bull Bragantino | Neo Química Arena        | 27 de febrero | 11:00 |
| Inter de Limeira | 0 - 0 | Palmeiras           | Major José Levy Sobrinho | 27 de febrero | 16:00 |
| Santos           | 2 - 2 | Novorizontino       | Vila Belmiro             | 27 de febrero | 18:30 |
| Botafogo-SP      | 1 - 0 | São Bernardo FC     | Santa Cruz               | 27 de febrero | 20:30 |
| Água Santa       | 1 - 2 | São Paulo           | Distrital do Inamar      | 28 de febrero | 15:00 |

| São Paulo           | 1 - 0 | Corinthians      | Morumbi               | 5 de marzo  | 16:00 |
| Santo André         | 0 - 0 | Ituano           | Bruno José Daniel     | 5 de marzo  | 20:30 |
| Ponte Preta         | 0 - 1 | Água Santa       | Moisés Lucarelli      | 5 de marzo  | 20:30 |
| Palmeiras           | 2 - 0 | Guarani          | Allianz Parque        | 6 de marzo  | 16:00 |
| Novorizontino       | 1 - 2 | Inter de Limeira | Jorge Ismael de Biasi | 6 de marzo  | 18:30 |
| São Bernardo FC     | 1 - 1 | Mirassol         | Primeiro de Maio      | 6 de marzo  | 18:30 |
| Red Bull Bragantino | 2 - 0 | Botafogo-SP      | Nabi Abi Chedid       | 6 de marzo  | 20:30 |
| Ferroviária         | 3 - 3 | Santos           | Fonte Luminosa        | 16 de marzo | 19:00 |

| Água Santa       | 1 - 1 | Santo André         | Distrital do Inamar      | 12 de marzo | 15:00 |
| Guarani          | 2 - 1 | Ferroviária         | Brinco de Ouro           | 12 de marzo | 16:00 |
| Corinthians      | 5 - 0 | Ponte Preta         | Neo Química Arena        | 12 de marzo | 18:30 |
| Inter de Limeira | 2 - 1 | São Bernardo FC     | Major José Levy Sobrinho | 12 de marzo | 20:30 |
| Mirassol         | 0 - 3 | São Paulo           | Municipal de Mirassol    | 13 de marzo | 16:00 |
| Palmeiras        | 1 - 0 | Santos              | Allianz Parque           | 13 de marzo | 18:30 |
| Botafogo-SP      | 2 - 1 | Novorizontino       | Santa Cruz               | 13 de marzo | 20:30 |
| Ituano           | 2 - 0 | Red Bull Bragantino | Novelli Júnior           | 13 de marzo | 20:30 |

| Santo André         | 2 - 0 | Inter de Limeira | Bruno José Daniel     | 19 de marzo | 16:00 |
| Ferroviária         | 2 - 0 | Mirassol         | Fonte Luminosa        | 19 de marzo | 16:00 |
| Ponte Preta         | 2 - 2 | Ituano           | Moisés Lucarelli      | 19 de marzo | 16:00 |
| Santos              | 3 - 2 | Água Santa       | Vila Belmiro          | 19 de marzo | 16:00 |
| São Bernardo FC     | 0 - 0 | Guarani          | Primeiro de Maio      | 19 de marzo | 16:00 |
| São Paulo           | 2 - 1 | Botafogo-SP      | Morumbi               | 19 de marzo | 16:00 |
| Novorizontino       | 0 - 1 | Corinthians      | Jorge Ismael de Biasi | 20 de marzo | 16:00 |
| Red Bull Bragantino | 1 - 1 | Palmeiras        | Nabi Abi Chedid       | 20 de marzo | 16:00 |

## Trofeo del Interior
|  | Ronda previa | Ronda previa         | Ronda previa |                  |       | Semifinales | Semifinales | Semifinales |  |   | Final       | Final       | Final       |  |
|  | 25 de marzo  | 25 de marzo          | 25 de marzo  |                  |       | 28 de marzo | 28 de marzo | 28 de marzo |  |   | 31 de marzo | 31 de marzo | 31 de marzo |  |
|  |              |                      |              |                  |       |             |             |             |  |   |             |             |             |  |
|  |              |                      |              |                  |       |             |             |             |  |   |             |             |             |  |
|  |              |                      |              |                  |       |             |             |             |  |   |             |             |             |  |
|  |              |                      |              |                  |       |             |             |             |  |   |             |             |             |  |
|  |              |                      |              |                  |       |             |             |             |  |   |             |             |             |  |
|  |              | 9                    | Botafogo-SP  | 3                |       |             |             |             |  |   |             |             |             |  |
|  |              |                      |              | 3                |       |             |             |             |  |   |             |             |             |  |
|  |              |                      | 12           | Inter de Limeira | 0     |             |             |             |  |   |             |             |             |  |
|  | 11           | Ferroviária          | 12           | Inter de Limeira | 0     | 1 (3)       |             |             |  |   |             |             |             |  |
|  | 11           | Ferroviária          |              |                  |       |             |             |             |  |   |             |             |             |  |
|  | 12           | Inter de Limeira (p) | 1 (5)        |                  |       |             |             |             |  |   |             |             |             |  |
|  | 12           | Inter de Limeira (p) | 1 (5)        |                  |       |             |             |             |  | 9 | Botafogo-SP | 0           |             |  |
|  |              |                      |              |                  |       |             |             |             |  | 9 | Botafogo-SP | 0           |             |  |
|  |              |                      | CF           | Ituano           | 3     |             |             |             |  |   |             |             |             |  |
|  |              |                      | CF           | Ituano           | 3     |             |             |             |  |   |             |             |             |  |
|  |              |                      |              |                  |       |             |             |             |  |   |             |             |             |  |
|  |              |                      |              |                  |       |             |             |             |  |   |             |             |             |  |
|  |              | CF                   | Ituano       | 2 (3)            |       |             |             |             |  |   |             |             |             |  |
|  |              |                      |              | 2 (3)            |       |             |             |             |  |   |             |             |             |  |
|  |              |                      | 14           | Água Santa       | 2 (2) |             |             |             |  |   |             |             |             |  |
|  | 10           | Mirassol             | 14           | Água Santa       | 2 (2) | 0           |             |             |  |   |             |             |             |  |
|  | 10           | Mirassol             |              |                  |       |             |             |             |  |   |             |             |             |  |
|  | 14           | Água Santa           | 1            |                  |       |             |             |             |  |   |             |             |             |  |
|  | 14           | Água Santa           | 1            |                  |       |             |             |             |  |   |             |             |             |  |
|  |              |                      |              |                  |       |             |             |             |  |   |             |             |             |  |

| Bandera del estado de São Paulo |
| Campeón Trofeo del Interior     |
| Ituano 2.° título               |

## Fase final
|  | Cuartos de final  | Cuartos de final    | Cuartos de final  |                     |   | Semifinales      | Semifinales      | Semifinales      |  |   | Final                    | Final                    | Final                    | Final                    | Final                    |  |
|  | 22 al 24 de marzo | 22 al 24 de marzo   | 22 al 24 de marzo |                     |   | 26 y 27 de marzo | 26 y 27 de marzo | 26 y 27 de marzo |  |   | 30 de marzo y 3 de abril | 30 de marzo y 3 de abril | 30 de marzo y 3 de abril | 30 de marzo y 3 de abril | 30 de marzo y 3 de abril |  |
|  |                   |                     |                   |                     |   |                  |                  |                  |  |   |                          |                          |                          |                          |                          |  |
|  |                   |                     |                   |                     |   |                  |                  |                  |  |   |                          |                          |                          |                          |                          |  |
|  | 1C                | Palmeiras           | 2                 |                     |   |                  |                  |                  |  |   |                          |                          |                          |                          |                          |  |
|  | 1C                | Palmeiras           | 2                 |                     |   |                  |                  |                  |  |   |                          |                          |                          |                          |                          |  |
|  | 2C                | Ituano              | 0                 |                     |   |                  |                  |                  |  |   |                          |                          |                          |                          |                          |  |
|  | 2C                | Ituano              | 0                 |                     | 1 | Palmeiras        | 2                |                  |  |   |                          |                          |                          |                          |                          |  |
|  |                   |                     |                   |                     | 1 | Palmeiras        | 2                |                  |  |   |                          |                          |                          |                          |                          |  |
|  |                   |                     | 4                 | Red Bull Bragantino | 1 |                  |                  |                  |  |   |                          |                          |                          |                          |                          |  |
|  | 1D                | Red Bull Bragantino | 4                 | Red Bull Bragantino | 1 | 1                |                  |                  |  |   |                          |                          |                          |                          |                          |  |
|  | 1D                | Red Bull Bragantino |                   |                     |   |                  |                  |                  |  |   |                          |                          |                          |                          |                          |  |
|  | 2D                | Santo André         | 0                 |                     |   |                  |                  |                  |  |   |                          |                          |                          |                          |                          |  |
|  | 2D                | Santo André         | 0                 |                     |   |                  |                  |                  |  | 1 | Palmeiras                | 1                        | 4                        | 5                        |                          |  |
|  |                   |                     |                   |                     |   |                  |                  |                  |  | 1 | Palmeiras                | 1                        | 4                        | 5                        |                          |  |
|  |                   |                     | 2                 | São Paulo           | 3 | 0                | 3                |                  |  |   |                          |                          |                          |                          |                          |  |
|  | 1B                | São Paulo           | 2                 | São Paulo           | 3 | 0                | 3                | 4                |  |   |                          |                          |                          |                          |                          |  |
|  | 1B                | São Paulo           |                   |                     |   |                  |                  | 4                |  |   |                          |                          |                          |                          |                          |  |
|  | 2B                | São Bernardo        | 1                 |                     |   |                  |                  |                  |  |   |                          |                          |                          |                          |                          |  |
|  | 2B                | São Bernardo        | 1                 |                     | 2 | São Paulo        | 2                |                  |  |   |                          |                          |                          |                          |                          |  |
|  |                   |                     |                   |                     | 2 | São Paulo        | 2                |                  |  |   |                          |                          |                          |                          |                          |  |
|  |                   |                     | 3                 | Corinthians         | 1 |                  |                  |                  |  |   |                          |                          |                          |                          |                          |  |
|  | 1A                | Corinthians (p)     | 3                 | Corinthians         | 1 | 1 (7)            |                  |                  |  |   |                          |                          |                          |                          |                          |  |
|  | 1A                | Corinthians (p)     |                   |                     |   |                  |                  |                  |  |   |                          |                          |                          |                          |                          |  |
|  | 2A                | Guarani             | 1 (6)             |                     |   |                  |                  |                  |  |   |                          |                          |                          |                          |                          |  |
|  | 2A                | Guarani             | 1 (6)             |                     |   |                  |                  |                  |  |   |                          |                          |                          |                          |                          |  |
|  |                   |                     |                   |                     |   |                  |                  |                  |  |   |                          |                          |                          |                          |                          |  |

Nota: El equipo que ocupa la primera línea es el que define la serie como local.

| Campeón                         |
| Bandera del estado de São Paulo |
| ------------------------------- |
| Palmeiras 24.° título           |

## Clasificación general
| Pos. | Equipos             | PJ | PG | PE | PP | GF | GC | Dif. | Pts. | Nota                                                                    |
| ---- | ------------------- | -- | -- | -- | -- | -- | -- | ---- | ---- | ----------------------------------------------------------------------- |
| 1.   | Palmeiras           | 16 | 12 | 3  | 1  | 26 | 7  | +19  | 39   | Campeón y clasificado a Copa de Brasil 2023.                            |
| 2.   | São Paulo           | 16 | 10 | 2  | 4  | 27 | 17 | +10  | 32   | Subcampeón y clasificado a Copa de Brasil 2023.                         |
| 3.   | Corinthians         | 14 | 7  | 3  | 4  | 21 | 12 | +9   | 24   | Clasificado a la Copa de Brasil 2023.                                   |
| 4.   | Red Bull Bragantino | 14 | 7  | 2  | 5  | 21 | 15 | +6   | 23   | Clasificado a la Copa de Brasil 2023.                                   |
| 5.   | Ituano              | 15 | 6  | 5  | 4  | 24 | 16 | +8   | 23   | Ganador del Trofeo del Interior y clasificado a la Copa de Brasil 2023. |
| 6.   | São Bernardo FC     | 13 | 4  | 4  | 5  | 10 | 14 | −4   | 16   | Clasificado a la Copa de Brasil 2023.                                   |
| 7.   | Guarani             | 13 | 4  | 3  | 6  | 13 | 18 | −5   | 15   |                                                                         |
| 8.   | Santo André         | 13 | 3  | 6  | 4  | 11 | 11 | 0    | 15   | Clasificado a la Serie D 2023.                                          |
| 9.   | Botafogo-SP         | 14 | 6  | 3  | 5  | 13 | 15 | −2   | 21   | Clasificado a la Copa de Brasil 2023.                                   |
| 10.  | Mirassol            | 13 | 4  | 5  | 4  | 17 | 18 | −1   | 17   |                                                                         |
| 11.  | Água Santa          | 14 | 4  | 3  | 7  | 14 | 17 | −3   | 15   |                                                                         |
| 12.  | Ferroviária         | 13 | 3  | 6  | 4  | 16 | 18 | −2   | 15   | Clasificados a la Serie D 2023.                                         |
| 13.  | Inter de Limeira    | 14 | 3  | 6  | 5  | 15 | 20 | −5   | 15   | Clasificados a la Serie D 2023.                                         |
| 14.  | Santos              | 12 | 3  | 5  | 4  | 16 | 19 | −3   | 14   | Clasificado a la Copa de Brasil 2023.                                   |
| 15.  | Ponte Preta         | 12 | 2  | 3  | 7  | 10 | 23 | −13  | 9    | Descendido a la Serie A2 2023 y clasificado a la Copa de Brasil 2023.   |
| 16.  | Novorizontino       | 12 | 0  | 3  | 9  | 5  | 19 | −14  | 3    | Descendido a la Serie A2 2023.                                          |

Reglas de clasificación: 1) Puntos; 2) Partidos ganados; 3) Diferencia de gol; 4) Goles anotados; 5) Menor cantidad de tarjetas rojas; 6) Menor cantidad de tarjetas amarillas; 7) Sorteo.

## Goleadores
| Jugador          | Equipo           | Goles |
| ---------------- | ---------------- | ----- |
| Ronaldo Silva    | Inter de Limeira | 9     |
| Jonathan Calleri | São Paulo        | 8     |
| Raphael Veiga    | Palmeiras        | 7     |
| Lucca            | Ponte Preta      | 6     |
| Zeca             | Mirassol         | 6     |
| Fabrício         | Mirassol         | 5     |
| Júnior Todinho   | Santo André      | 5     |
| Rafael Elias     | Ituano           | 5     |